# Last Weekend
Last Weekend je americký hraný film z roku 2014, který režírovali Tom Dolby a Tom Williams. Snímek měl světovou premiéru na Mezinárodním filmovém festivalu v Provincetownu dne 18. června 2014.

## Děj
Celia Green jako matka celé rodiny svolá celou svou lehce dysfunkční rodinu na víkend během Svátku práce do jejich letního domu u jezera v Severní Kalifornii. Její pečlivě naplánovaný víkend však začne nabírat zcela nečekané obrátky.

## Obsazení
| Patricia Clarksonová | Celia Green         |
| Zachary Booth        | Theo Green          |
| Joseph Cross         | Roger Green         |
| Chris Mulkey         | Malcolm Green       |
| Devon Graye          | Luke Caswell        |
| Alexia Rasmussen     | Vanessa Sanford     |
| Rutina Wesley        | Nora Finley-Perkins |
| Jayma Mays           | Blake Curtis        |
| Judith Light         | Veronika Goss       |
| Julio Oscar Mechoso  | Hector Castillo     |
| Mary Kay Place       | Jeannie             |
| Sheila Kelley        | Vivian              |
| Julie Carmen         | Maria Castillo      |
| Fran Kranz           | Sean Oakes          |
| Ray O'Brien          | paramedik           |